# Parti Montonero
Le parti Montonero était un parti politique argentin, d'idéologie péroniste, nationaliste et socialiste, qui était la branche politique de l'Armée Montonero. Il a été créé en 1976 au sein du Mouvement péroniste, considérant que le Parti justicialiste ne représentait plus le péronisme. Il a adopté la forme d'un parti de cadres, sous le régime du centralisme démocratique. Tout au long de son existence, il a été présidé par Mario Firmenich.

## Histoire
Dans le premier numéro de la revue Evita Montonera publiée après le coup d'État du 24 mars 1976 , Montoneros annonce avoir formé le Parti Montonero, avec l'intention d'assumer ainsi la direction de tout le mouvement péroniste.

« La transition de l’OPM au Parti n’est pas un simple changement de nom, de structures organisationnelles ou de nombre de membres. C'est un changement qualitatif essentiel pour nous légitimer comme direction du Mouvement péroniste qui conduit, depuis ses secteurs les plus avancés, à tous les travailleurs et au peuple dans un puissant Mouvement de Libération Nationale et Sociale et qui garantit les intérêts de la classe ouvrière dans le futur FLN. »

La décision avait déjà été prise en octobre 1975, compte tenu de la grève générale et des grandes manifestations ouvrières contre le gouvernement péroniste d'Isabel Perón, qui provoquèrent l'échec du Rodrigazo, le premier « plan d'ajustement » de l'histoire argentine en ligne avec les nouvelles visions de l'économie promues par l'École de Chicago, dirigée par Milton Friedman. C'était la première fois que le mouvement syndical argentin organisé au sein de la CGT déclarait une grève générale contre un gouvernement péroniste. Montoneros a interprété ces événements, survenus après la mort de Perón, comme un symptôme de « l'épuisement du péronisme ».
Le Parti Montonero était alors dirigé par une direction nationale de quatre membres, tous hommes, avec l'ordre de priorité suivant : Mario Firmenich, Roberto Perdía, Carlos Hobert et Raúl Yager.